# Nadouonou
Nadouonou est une commune rurale située dans le département de Liptougou de la province de la Gnagna dans la région de l'Est au Burkina Faso.

## Géographie
Nadouonou est située à 6 km au Nord-Ouest de Bonsiéga et à 30 km au Sud-Est du chef-lieu Liptougou.

## Santé et éducation
Le centre de soins le plus proche de Nadouonou est le centre de santé et de promotion sociale (CSPS) de Bonsiéga.